# Prirodni afrodizijaci
Prirodni afrodizijaci su biljke, ekstrakti i tvari porijeklom iz prirode koji pojačavaju seksualnu želju, odnosno libido muškarca i žene kada se konzumiraju. Kod muškarca mogu u nekoj mjeri utjecati pozitivno na impotenciju, odnosno erektilnu disfunkciju.
Riječ prirodni odnosi se na biljke i tvari iz prirode, a koje nisu stvorene umjetnim putem.
Riječ afrodizijak dolazi od grčkog ἀφροδισιακόν, aphrodisiakon, tj. "seksualno, afrodizijak", iz afrodizija (aphrodisios), tj. "Koji se odnosi na Afroditu", grčku boginju ljubavi. Suprotna supstanca je anafrodizijak.

## Procjena djelovanja prirodnih afrodizijaka
Tijekom cijele ljudske povijesti određena hrana, pića, biljke, razni ekstrakti i tvari iz prirode su imali ulogu "pojačivača" seksualnog doživljaja, odgode ejakulacije ili utjcaja na opuštanje prilikom seksualnog čina. Međutim, s povijesnog i znanstvenog stajališta neki od prirodnih afrodizijaka nisu nikada dobili potvrdu svog djelovanja u tom smjeru. S druge strane, neke su biljke, ekstrakti i tvari iz prirode, tzv. "prirodni afrodizijaci" dobili u "moderno doba" potvrdu znanstvenih studija s kojima se potvrdilo njihovo pozitivno djelovanje i učinkovitost na prostatu i njezinu funkciju, seksualnu želju (libido) te na poboljšanje erektilne funkcije penisa. Djelovanje prirodnih afrodizijaka muškarci i žene mogu subjektivno doživjeti kao pojačivače vida, mirisa, okusa i dodira.
Naziv prirodni afrodizijaci se mog odnositi na:
- hranu,
- piće,
- mješavinu biljaka,
- ekstrakte biljaka,
- mješavinu biljaka, vitamina i minerala pomiješanih u jedinstvenom omjeru.

Prirodni afrodizijaci mogu biti pakirani između ostalog i u sljedećem obliku:
- svježe posluženi (školjke, voće itd.),
- kao čaj,
- u kapsulama ili tabletama,
- u parfemima itd.

## Vanjske poveznice
- afrodizijaci enciklopedija.hr